# OVH
OVHはフランス・ルーベに本社を置く欧州最大のクラウドコンピューティング会社。同社は1999年にクラバ氏により設立され、2016年時点では世界最大のデータセンターを保有していた。2019年にOVHクラウドを設立。

## 火災
2021年3月10日（中央ヨーロッパ時間、UTC+1）、フランスのストラスブールに所在するOVHのデータセンターで火災が発生した。4棟存在したデータセンターのうち一棟（SBG2）が全焼し、一棟（SBG1）にあった12のサーバールームのうち4室が損害を受けた。同日午前5時には消火され、従業員への被害はなかった。
この火災で、オンラインゲームのRustのセーブデータが失われたほか、.frのドメインを持つサイトの2%が失われた。影響が及んだウェブサイトには、ポンピドゥー・センターやシェルブール＝アン＝コタンタンの公式サイトなどが報告された。